# Pokój
Pokój (autrefois: Carlsruhe-en-Haute-Silésie, ou Bad Carlsruhe) est un village de Pologne situé dans la voïvodie d'Opole à trente-et-un kilomètres au nord d'Opole. Sa population est de 1 425 habitants.

## Histoire

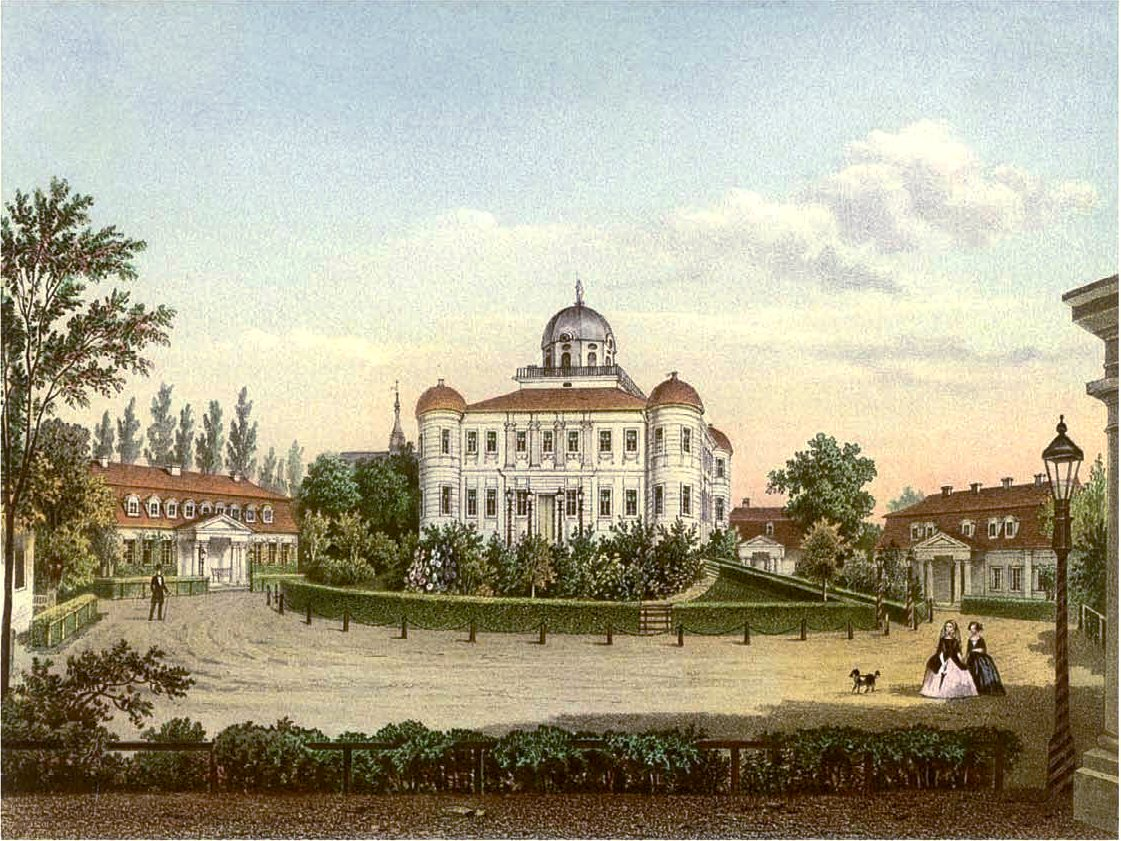
Vue du vers 1860 (collection Alexander Duncker)

Ce village de Haute-Silésie a été fondé autour du rendez-vous de chasse du duc Charles-Christian-Erdmann de Wurtemberg-Œls (1716-1792) dont le domaine a été acquis en 1748. Son nom signifie le « repos de Charles ». Les habitations autour du pavillon de chasse prennent l'aspect d'un village à partir de 1763, le château est lui-même bâti dans le style baroque badois de Carlsruhe. Le prince d'Oels-Bernstadt en fait sa résidence habituelle en 1793, délaissant Oels. Carl Maria von Weber est intendant de musique du duc Frédéric-Eugène au château, en 1806 et 1807 et y compose ses deux symphonies. Il était aussi le professeur de musique de la jeune princesse Marie-Dorothée.
Le lieu obtient le droit d'y tenir un marché à partir de 1817. Il se nomme « Bad Carlsruhe » à partir de 1847, car on y reçoit les eaux. Au XXe siècle, le bourg est dénommé Carlsruhe im O/S pour le distinguer de son homonyme en Bade. À la mort du duc Nicolas, dernier héritier de cette ligne de Wurtemberg, le château et ses terres passent par testament au roi Guillaume II de Wurtemberg qui y vient pour un séjour de chasse annuel.
Carlsruhe est pris le 21 janvier 1945 par l'Armée rouge et incendié. Le château et 80 % des constructions sont détruits.
Après l'expulsion des Allemands de Silésie, et l'entrée de la région en Pologne, le village a reçu son nom actuel, qui est une traduction de « repos » en polonais, et de nouveaux arrivés polonais sont venus des provinces de l'Est.

## Population
- 1763: 13 habitants
- 1787: 551
- 1845: 2 067
- 1861: 2 364
- 1898: 2 121
- 1917: 2 113
- 1925: 2 245
- 1933: 2 711
- 1939: 2 640

## Sites à visiter
- Église luthérienne-évangélique Sainte-Sophie, construite en style baroque entre 1765 et 1775. On y a placé devant en 2010 un buste de Carl Maria von Weber.
- Église catholique
- Parc de l'ancien château, redessiné en parc à l'anglaise au début du XIXe siècle, avec une partie restée en jardin français. On y trouve des statues et des monuments, le plus souvent mutilés (surtout décapités, ou dont les anciens symboles héraldiques ont été détruits), comme le monument du Lion, l'ancien orphelinat dédié à la duchesse Alexandrine-Catherine de Wurtemberg-Oels[6], le monument de Weber (dégradé). On y remarque une fabrique de ruines romantiques, une gloriette en forme de temple dédié à la duchesse Mathilde, un monument à la victoire[7].

Le village organise un festival de musique Carl-Maria von Weber-Festival tous les étés.

## Personnalités
- Ferdinand von Richthofen, explorateur et géologue
- Johannes Winkler, pionnier de la conquête de l'espace
- Agnès de Wurtemberg, écrivaine
- Marie-Dorothée de Wurtemberg, future archiduchesse
- Eugène-Guillaume de Wurtemberg, officier de l'armée prussienne
- Guillaume-Nicolas de Wurtemberg (1828-1896), officier supérieur de l'armée autrichienne et de l'armée wurtembourgeoise
- Nicolas de Wurtemberg, officier de l'armée autrichienne
- Johannes Winkler, pionnier de la conquête de l'espace
- Siegfried Translateur, compositeur et chef d'orchestre